# هاواي
هاواي (باللغة الهاوائية: Hawaiʻi، وتُلفظ «هَوَيْئِي» أو «هَڤَيْئِي») هي ولاية أمريكية تقع في المحيط الهادئ، وتتألف من أرخبيل يضم 19 جزيرة رئيسية. تبلغ مساحتها نحو 16,642 كيلومترًا مربعًا، ويُقدّر عدد سكانها حسب تعداد عام 2000 بنحو 1,211,537 نسمة. تُعد هونولولو العاصمة وأكبر مدن الولاية.
هاواي هي آخر الولايات التي انضمت إلى الولايات المتحدة الأمريكية، ولدى الولاية العديد مما يميزها عن غيرها. فبالإضافة إلى احتلالها لآخر حد في الجنوب الأمريكي، بمعنى أنه لا توجد ولاية أخرى تقع جنوبها، فهي الولاية الوحيدة التي تقع بالكامل في المناطق الاستوائية. وكواحدة من الولايتين اللتان تقعان خارج التواصل الجغرافي للولايات المتحدة (الولاية الأخرى هي ألاسكا)، هي الوحيدة التي ليس لها أراضي تابعة لأي قارة وهي الوحيدة التي تزداد مساحتها باستمرار بسبب النشاط البركاني وتدفق الحمم البركانية، وبشكل خاص في جزيرة كيلاو Kīlauea. سكانيا، هي الولاية الأمريكية الوحيدة التي لا يوجد فيها أغلبية من البيض كما أنها واحدة من ثلاث فقط لا يشكل فيها البيض ذوي الأصول غير الأمريكية الجنوبية والوسطى أغلبية وفيها نسبة عالية من الأمريكيين الآسيويين. بيئيا وزراعيا، تعتبر هاواي عاصمة الأنواع المهددة بالانقراض في العالم وهي المكان الوحيد الذي تعتبر فيه صناعة القهوة جزءا من الإنتاج الصناعي في الولايات الأمريكية المتحدة. كما أن من أهم منتجات هاواي الزراعية هي الأناناس والموز وقصب السكر وجوز الهند.
اكتشفها الكابتن كوك عام 1778 م وظلت تابعة للتاج البريطاني فترة طويلة، وكانت في تلك الفترة تحت حكم 4 ملوك محليين، استطاعت الملكة ليليوكالاني توحيدها في مملكة واحدة، وكانت تأمل أن تنضم للولايات المتحدة، إلا أن الولايات المتحدة رفضت فكرة الضم في بادئ الأمر، ثم أعلنت بها جمهورية 1884 من جانب الأمريكين المقيمين بها، وفي عام 1898 م صوّت الكونغرس الأمريكي في صالح ضم هاواي، وأصبحت جزء من الولايات المتحدة، وتكونت ولاية هاواي عام 1900 م.

## علم أصول الكلمات
تستمد ولاية هاواي اسمها من اسم أكبر جزرها، هاواي. أحد التفسيرات الشائعة لاسم هاواي هو أنه سمي على اسم هاواي إيلوا، وهي شخصية من التقاليد الشفهية في هاواي. ويقال إنه اكتشف الجزر عندما استقروا فيها لأول مرة.
كلمة هاواي في لغة هاواي تشبه إلى حد كبير كلمة Sawaiki البدائية البولينيزية، مع المعنى المعاد بناؤه الوطن. عثر على الكلمات المشابهة لهاواي في اللغات البولينيزية الأخرى، بما في ذلك الماوري (هاوايكي)، والراروتونجان (أفايكي)، والساموية (سافاي). وفقًا للغويين بوكوي وإلبرت، في أماكن أخرى من بولينيزيا، هاواي أو أحد الأشخاص المشابهين هو اسم العالم السفلي أو منزل الأجداد، ولكن في هاواي، الاسم ليس له معنى.

### تهجئة اسم الدولة
في عام 1978، أضيفت لغة هاواي إلى دستور ولاية هاواي كلغة رسمية للدولة إلى جانب اللغة الإنجليزية. عنوان دستور الولاية هو دستور ولاية هاواي. تستخدم المادة الخامسة عشرة، القسم 1 من الدستور: ولاية هاواي. لم تستخدم علامات التشكيل لأن الوثيقة، التي تمت صياغتها في عام 1949، تسبق استخدام ʻokina ⟨ʻ⟩ وkahakō في قواعد الإملاء الحديثة في هاواي. التهجئة الدقيقة لاسم الولاية في لغة هاواي هي هاواي. في قانون القبول في هاواي الذي منح ولاية هاواي، استخدمت الحكومة الفيدرالية هاواي لاسم الولاية. تستخدم المنشورات الحكومية الرسمية وعناوين الإدارات والمكاتب وختم هاواي التهجئة التقليدية بدون رموز للتوقف المزماري أو طول حرف العلة.

## طوبوغرافيا
يقع الأرخبيل حوالي 2٬000 ميل (3٬200 كم)
```
من الجنوب الغربي من البر الرئيسي لأمريكا الشمالية،
[
9
]
 وهاواي هي الولاية الواقعة في أقصى جنوب الولايات المتحدة وتعتبر هاواي 
وألاسكا
 هي الولايتان الوحيدتان اللتان لا يشتركان في الحدود مع أي ولاية أخرى من 
الولايات المتحدة
. هاواي هي الولاية الأمريكية الوحيدة التي لا تقع جغرافيّاً في 
أمريكا الشمالية
، وهي الوحيدة التي تحيط بها الماء من جميع النواحي، لذلك هي 
أرخبيل
،،
```

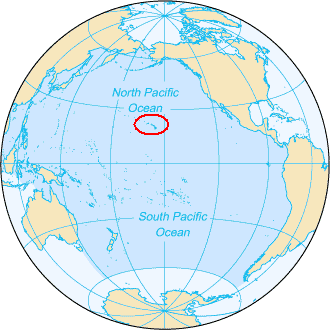
تقع جزر هاواي في شمال المحيط الهادئ

يعتبر جبل ماونا كيا أعلى جبال هاواي، حيث يصل ارتفاعه إلى 13٬796 قدم (4٬205 م)
، بل هو أعلى من قمة إفرست إذا اتبعت قاعدة الجبل والتي هي تمتد من المحيط الهادئ ولذلك يصل ارتفاعه إلى 33٬500 قدم (10٬200 م)
.
ويرافق هذه الجزر الرئيسية الثمانية وهم هاواي، ماوي، أوهاو، كاهولواي، لاناي، مولوكاي، كاواي، نيهاو جزر أخرى. كالا هي تعتبر جزيرة صغيرة قريبة من نيهاو والتي غالباً ما يتم تجاهلها، وأما الجزر الشمال الغربية لهاواي فهم يتكوّنوا من 9 جزر صغيرة، أحدهما هي كاواي والتي تمتد من نيهوا إلى كور وهم بقايا انفجار براكين كبيرة. وهناك أيضاً أكثر من 100 صخرة وجزيرة صغيرة مثل مولوكيني، والتي هي إما بركانية أو رسوبات بحرية أو تمت تعريتها في الأصل.

## موقع هاواي
هاواي هي ولاية أمريكية على شكل أرخبيل من الجزر في المحيط الهادي بالإضافة إلى جزر هاواي الشمالية الغربية تبلغ مساحته 166,642 كم. بحسب إحصائات السكان لعام 2000، فإن عدد سكان هاواي هو 1,211,537 نسمة. هونولولو هي العاصمة وأكبر المدن، تتكون هاواي من 19 جزيرة رئيسية.

## التاريخ
هاواي هي واحدة من أربع ولايات كانت دول مستقلة قبل أن تصبح جزءا من الولايات المتحدة، جنباً إلى جنب مع جمهورية ولاية فيرمونت (1791)، وجمهورية تكساس (1845)، وجمهورية كاليفورنيا (1846)، وواحدة من اثنتين، جنبا إلى جنب مع تكساس، اللتان حصلتا على اعتراف دبلوماسي رسمي على الصعيد الدولي. مملكة هاواي كانت ذات سيادة من 1810 حتى 1893 عندما تمت الإطاحة بالنظام الملكي من قِبَل المقيمين الأمريكان (وبعض الأوروبيين) من رجال الأعمال. وتحوّلت بعدها إلى جمهورية مستقلة من 1894 حتى 1898، عندما تم ضمها من جانب الولايات المتحدة كولاية تابعة لها.
كانت هاواي هدفاً لهجوم مفاجئ على بيرل هاربر من قبل الإمبراطورية اليابانية في 7 ديسمبر 1941 حيث كان الهجوم على بيرل هاربور وغيرها من المنشآت العسكرية والبحرية في جزيرة أواهو، التي قامت بها الطائرات والغواصات الصغيرة مما أجبر الولايات المتحدة للدخول في الحرب العالمية الثانية.

## الجغرافيا

### الأرض
تتكون هاواي من (23) جزيرة، أكبرها جزر هاواي، وماوي وأواهو وبها العاصمة، ومالاكاس، ولانا، ونيهاو، وكاهولاوي وأرضها عبارة عن قمم سلاسل جبلية بركانية غارقة، أقدمها الطرف الغربي من هذه المجموعة الجزيرية، تكثر بها البراكين، ترتفع بعض قممها إلى أكثر من 13 ألف قدم في جزيرة هاواي، حيث قمة ماونالوا، وهي قمة بركانية يتجدد ثوران بركانها.

### المناخ
مداري جزري إلا أنه يختلف بين منطقة وأخرى حسب الموقع ونظام التضاريس واتجاه الرياح، والأمطار وفيرة وتسقط معظم أيام السنة مع كثافة هطول الأمطار في شهري نوفمبر وأبريل.

## الصحة
نظام الرعاية الصحية في هاواي يؤمن نسبة 92٪ من السكان حسب إحصاء سنة (2009). في إطار خطة الدولة، ويلزم الشركات لتوفير التأمين الصحي للموظفين الذين يعملون أكثر من 20 ساعة في الأسبوع. نسبة السكان الذين يذهبون إلى المستشفى في هاواي هي أقل من بقية سكان الولايات المتحدة، ونفقات الرعاية الصحية هي أقل بكثير قياساً بالولايات الأخرى. ونظرا لهذه الإنجازات. يتم استخدام هاواي أحياناً كنموذج لمقترحات تعميم الرعاية الصحية على نظاق فيدرالي ونموذج لتطوير الرعاية الصحية في الولايات الأخرى.

## سياحة
تعتبر ولاية هاواي هي أجمل ولاية في الولايات المتحدة وأكثرها جذبا للسياح حيث تشتهر بشواطئها الخلابة المحيطة بالمحيط الهادي والجو الرائع وتعتبر شواطئها من أجمل الشواطئ السكنية في العالم جنب إلى جنب مع جزر المالديف وسريلانكا وجزر الكناري وماليزيا وغيرها.
حيث تعتبر السياحة وكذلك الصيد من المداخل الرئيسة لسكان الولاية.

## الجامعات
خريجو المدارس الثانوية في هاواي غالبًا ما ينضمون إلى القوة العاملة مباشرة. بعضهم يذهب إلى الكليات والجامعات في الولايات الأخرى أو إلى البلدان القريبة.

## صور من هاواي

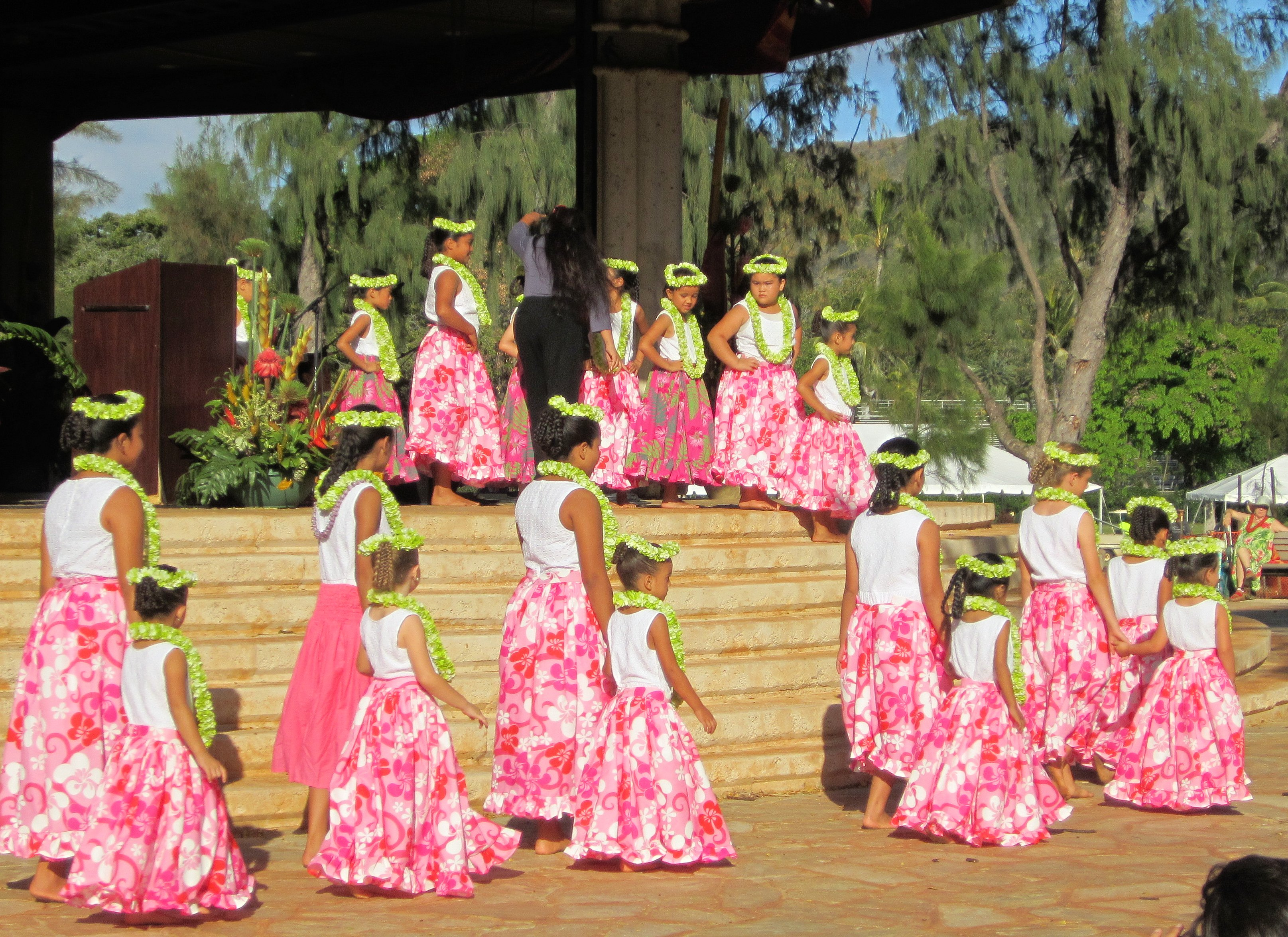
فتيات من هونولولو
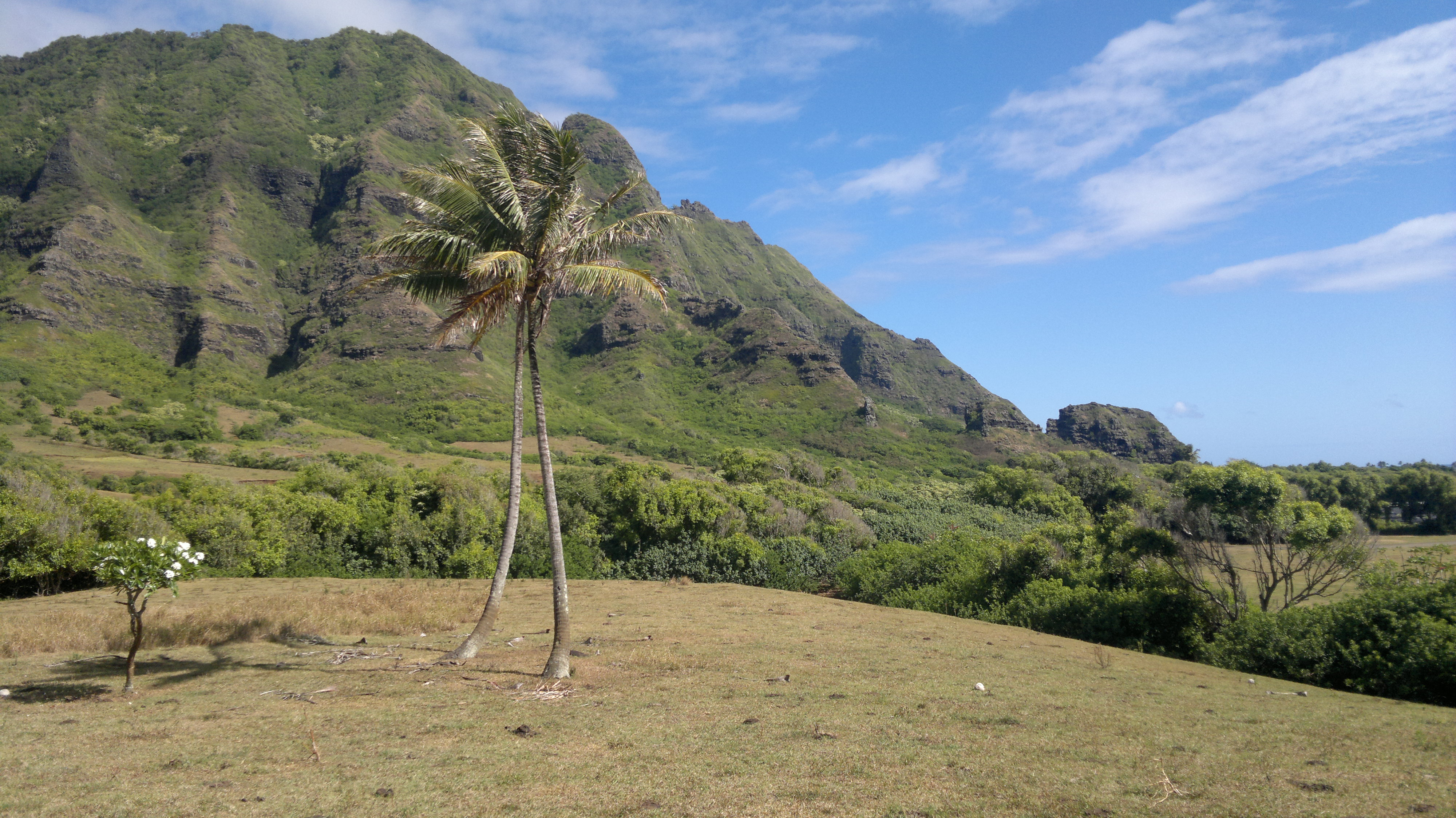
Kualoa Tal : مسرح أفلام كثيرة مثل "جوتسيلا"
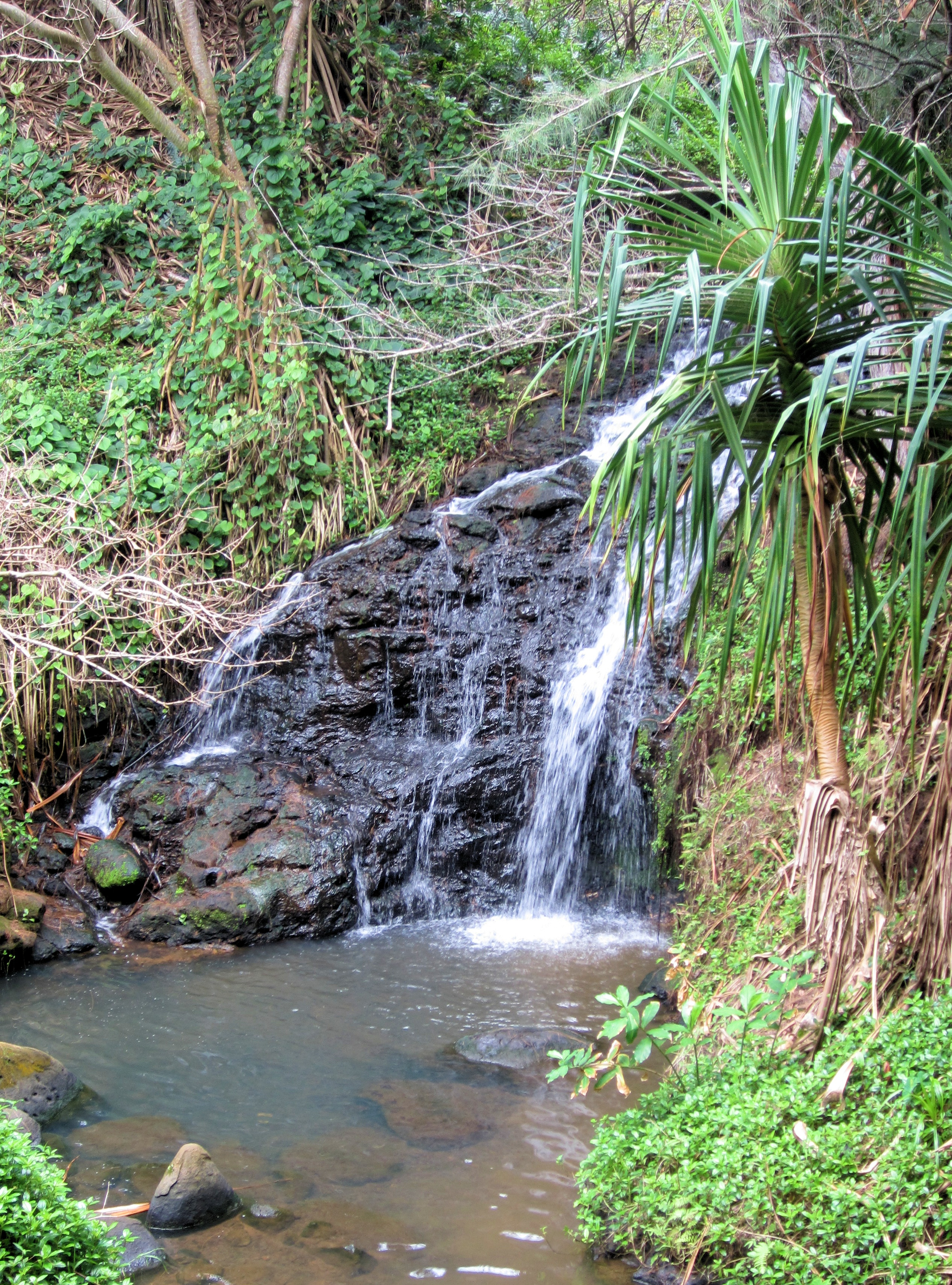
شلال صغير في شمال جزيرة كواي
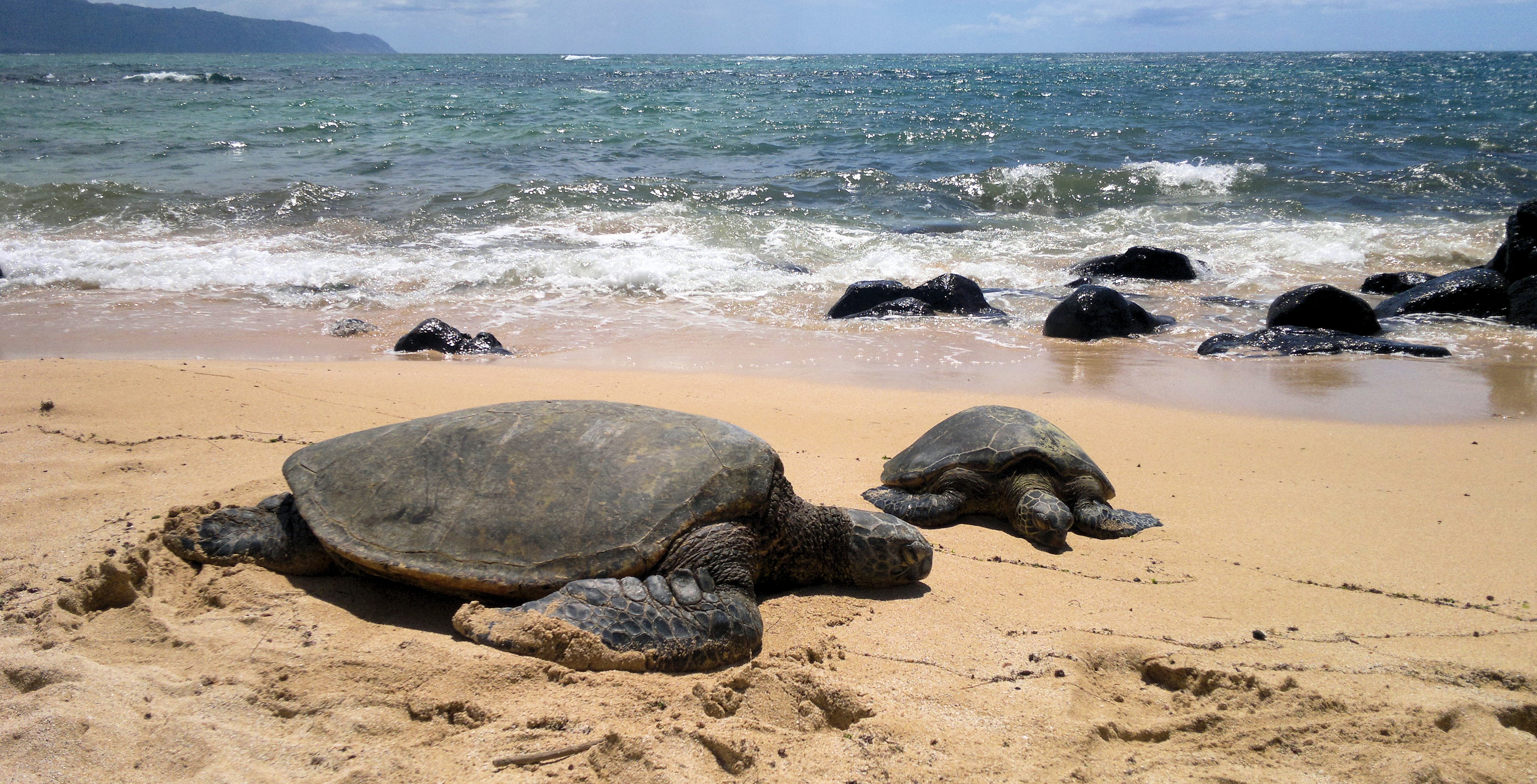
زحالف بحرية على الشاطيء الشمالي لجزيرة أواهوس
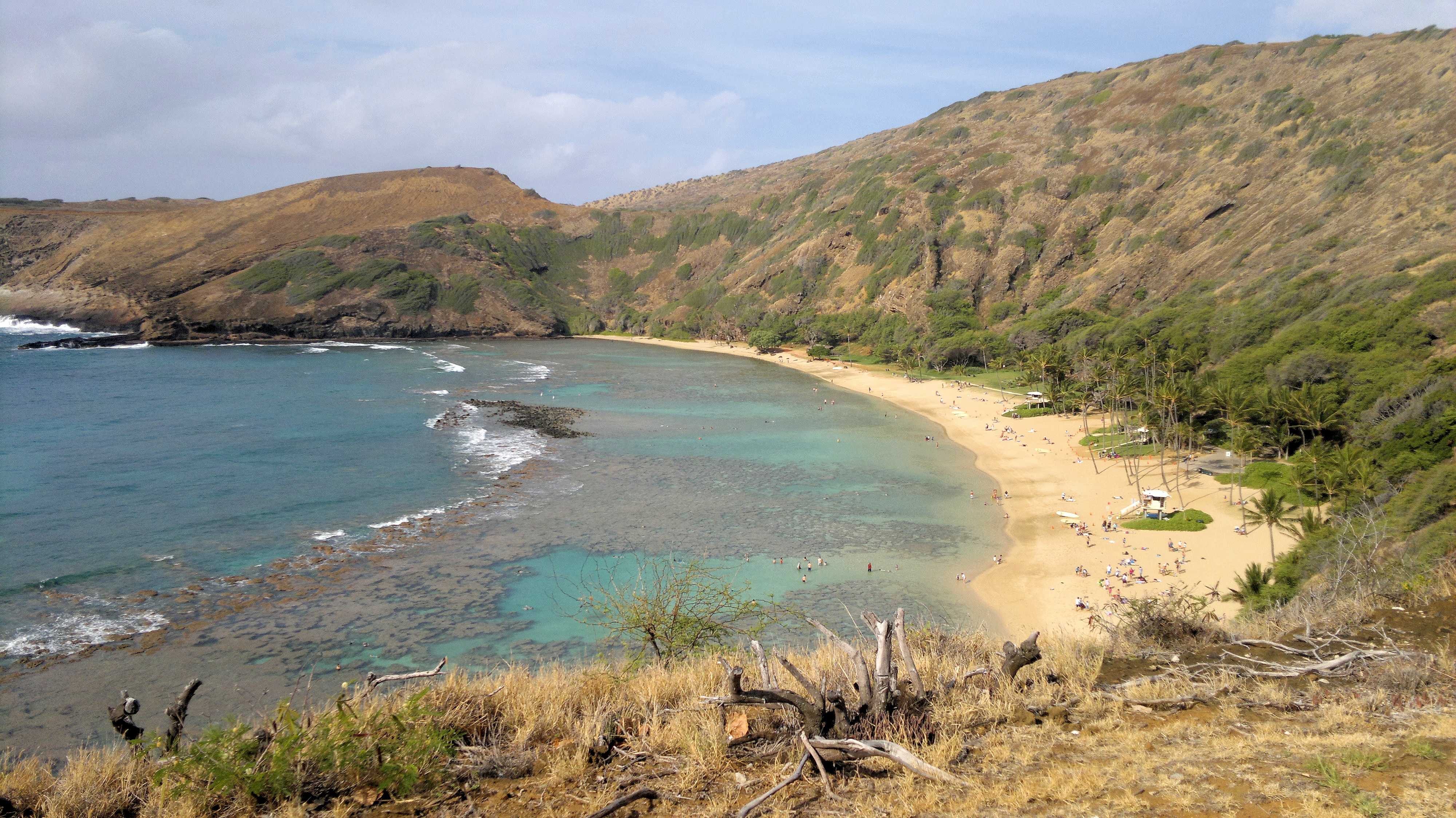
رياضة بحرية في "خليج هانوما" ويتميز بشعب مرجانية
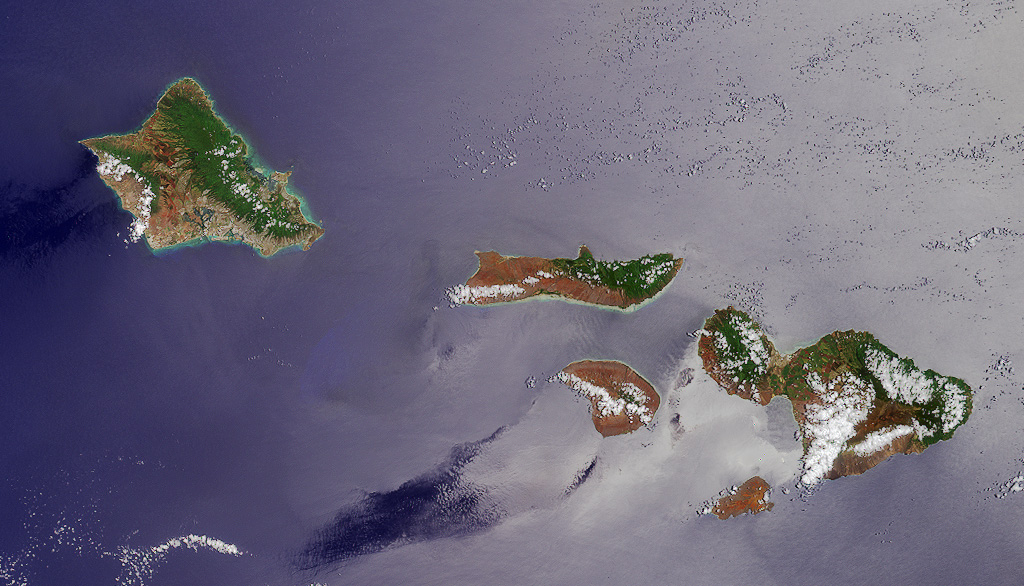
صورة من قمر صناعي لجزر هاواي ، من ناسا
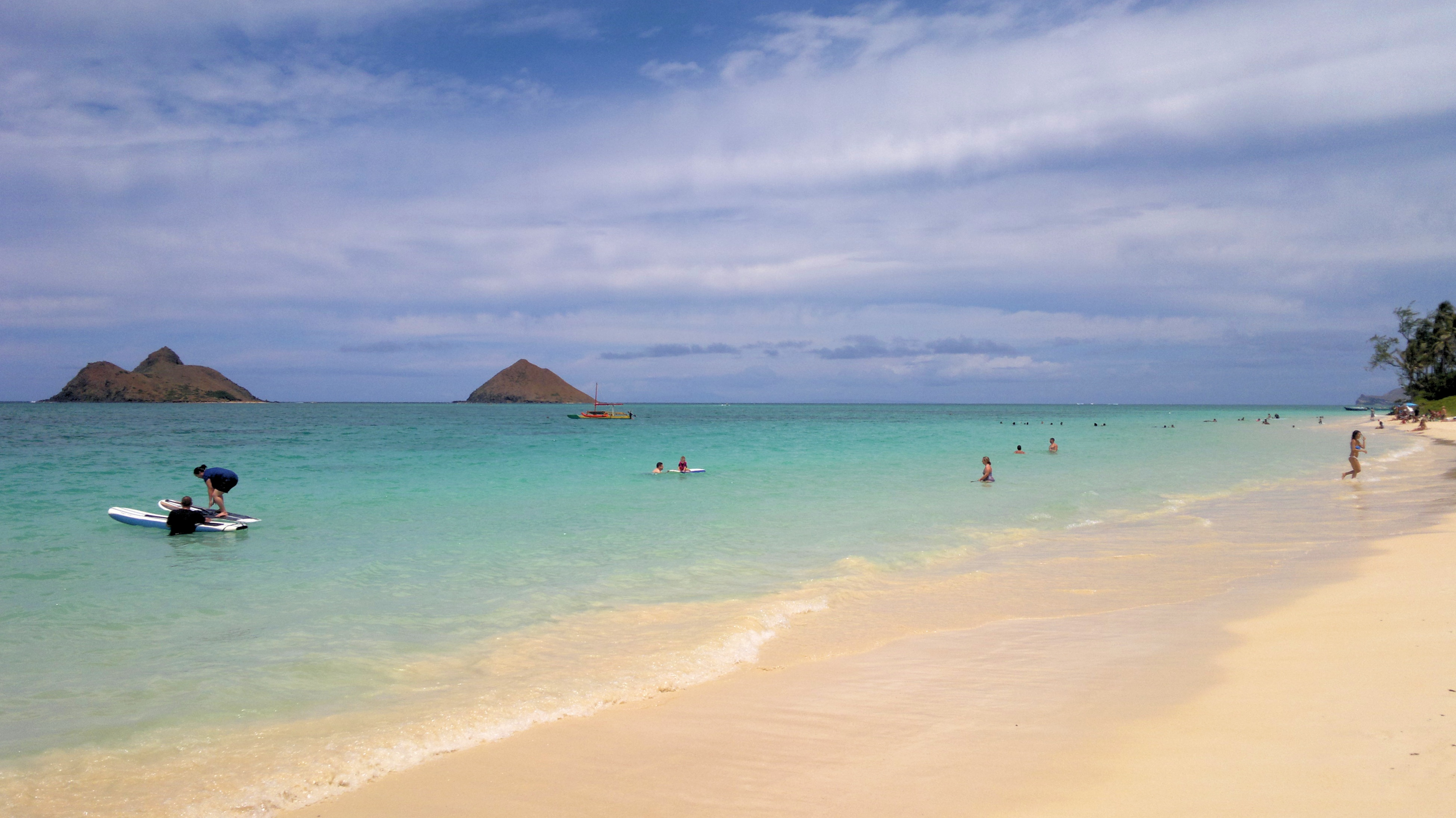
رياضة في البحر على شاطيء Lanikai
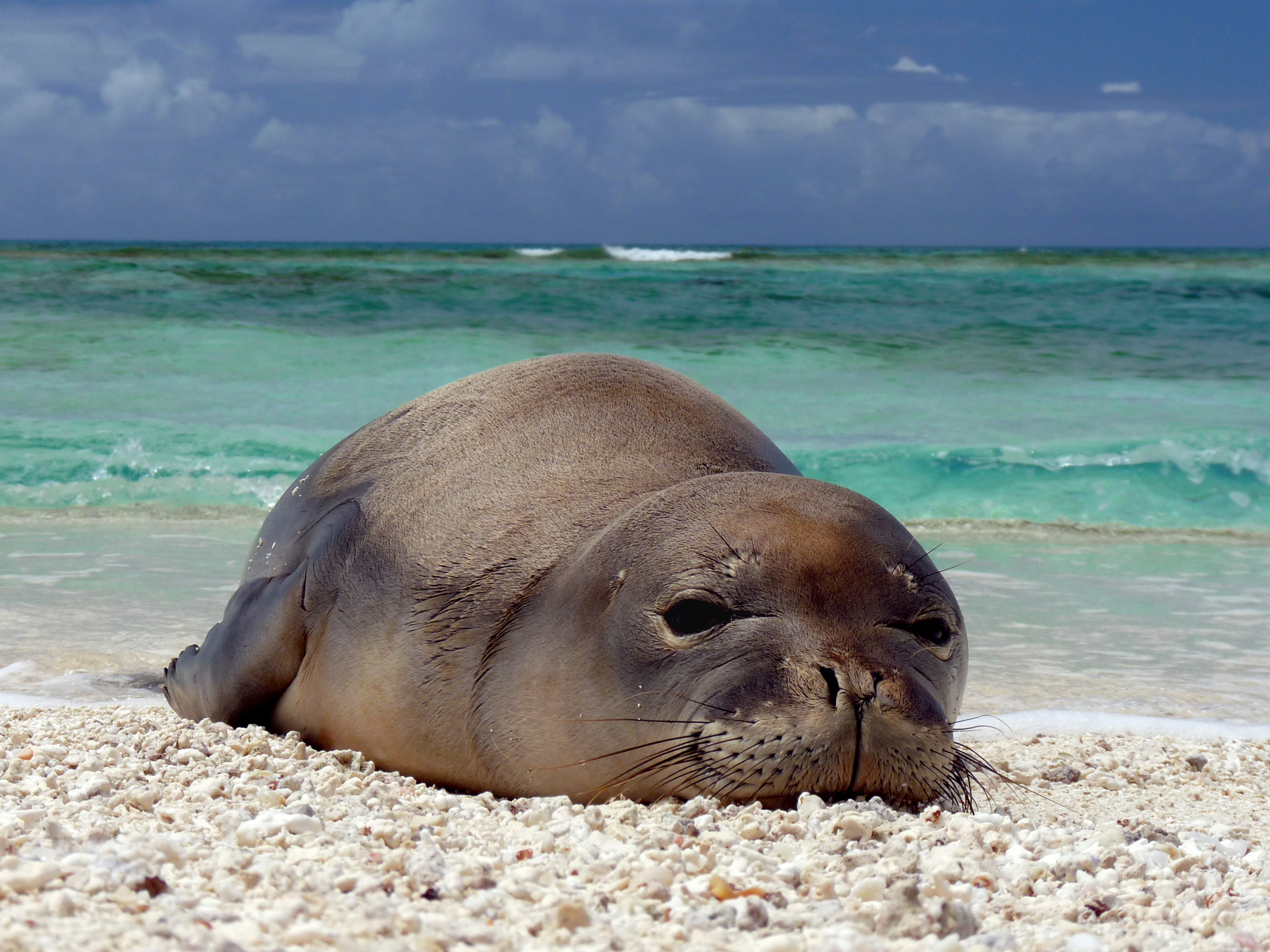
كلب البحر في هاواي
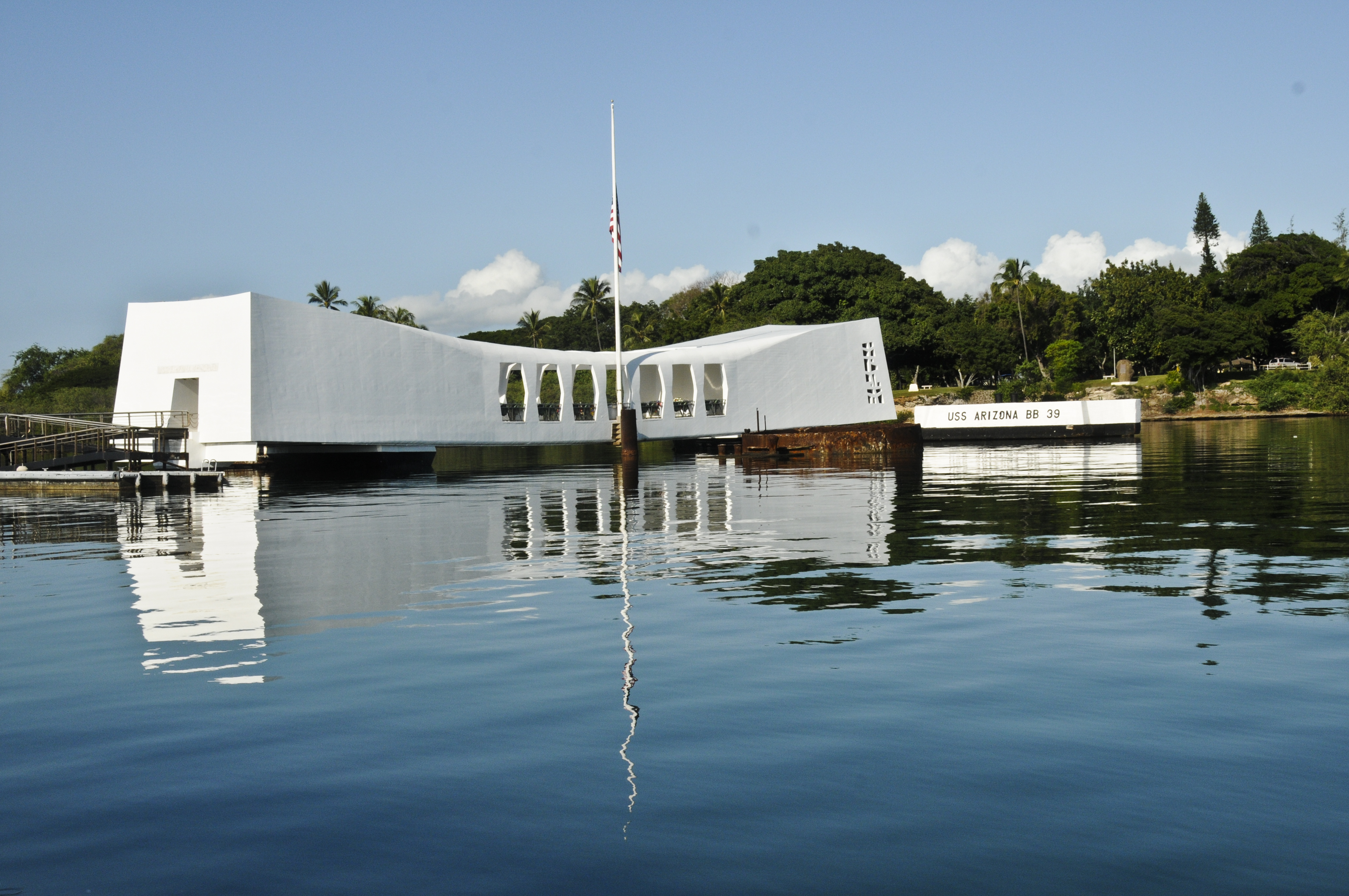
نصب تذكاري أمريكي لموقعة بيرل هاربور
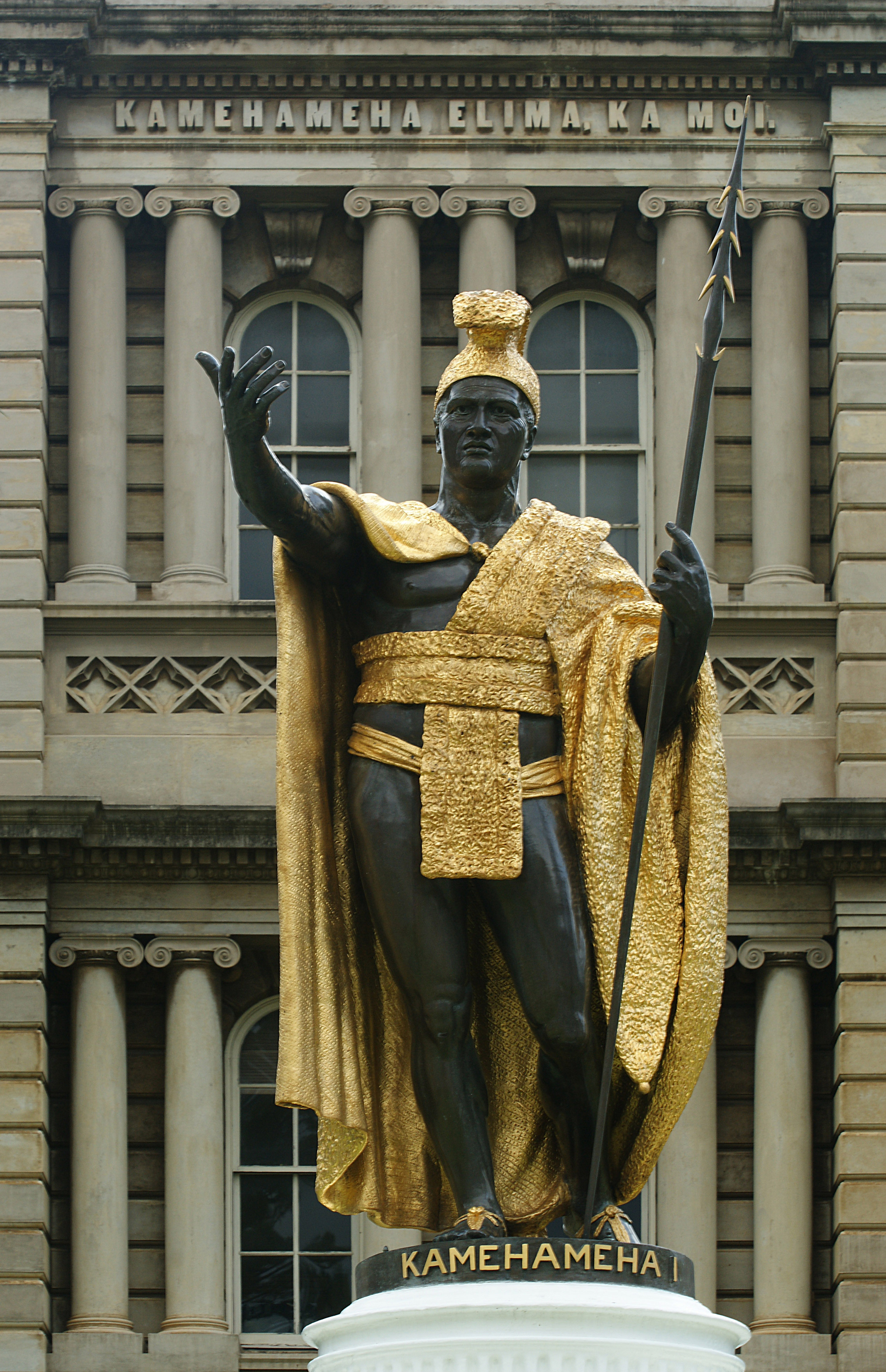
تمثال الملك كاميهايها الأول